# Макарова Ніна Вікторівна
Ніна Вікторівна Мака́рова (нар. 7 січня 1921, Петроград — пом. 18 січня 2006, Київ) — український графік; член Спілки радянських художників України з 1952 року. Дружина живописця Петра Білана, мати художниці Галини Білан.

## Біографія
Народилася 7 січня 1921 року в місті Петрограді (нині Санкт-Петербург, Росія). 1946 року закінчила Одеське художнє училище, де навчалася у Данила Крайнєва; протягом 1946—1950 років навчалася у Ленінградському інституті живопису, скульптури та архітектури імені Іллі Рєпіна у Леоніда Овсяннікова, Олексія Пахомова, Костянтина Рудакова; 1952 року закінчила Київський художній інститут, де навчалася у Іларіона Плещинського.
Жила у місті Боярці Київської області в будинку на провулку Жовтневому, № 5 а, та у місті Києві в будинку на провулку Бастіонному, № 9, квартира № 29. Померла у Києві 18 січня 2006 року.

## Творчість
Працювала в галузях станкової (створювала портрети, пейзажі) і книжкової графіки, плаката. Серед робіт:
плакати
- «За високий урожай проса!» (1951);
- «Завдання кормових бригад — забезпечити худобу доброякісними кормами» (1954, у співавторстві);

ілюстрації до книг
- «Хлопчик Роб» Ганни Кардашової (1954);
- «Кораблик» Андрія Малишка (1960);
- «Чарівна подушка» Володимира Орлова (1960);
- «Чого вони зраділи» (1961) та «Івасик і Телесик»  (1964) Михайла Коцюбинського;
- «Читаночки» Платона Воронька (1966);

інше
- серія «Шляхами батьків» (1958);
- «Хірург П. Іванов» (1963);
- «Їм тринадцятий минає» (1963, полотно, олія);
- «Червоне та чорне» (1965, літографія);
- «Чекай на мене» (1967, малюнки вугіллям);
- «Переможець» (1967, ліногравюра);
- «Політ»  (1972, ліногравюра).

Брала участь у республіканських та всесоюзних виставках з 1952 року. 